# Laparotomie

Schéma des différentes cavités du corps humain (en espagnol)

La laparotomie, parfois appelée cœliotomie, est un acte chirurgical consistant en l'ouverture de l'abdomen par une incision laissant le passage direct à d'autres actes chirurgicaux sur les organes abdominaux et pelviens. La laparotomie est une voie d'abord chirurgicale. Différentes incisions sont possibles. La plus courante est une ouverture allant du pubis au bord inférieur du sternum (appelée laparotomie médiane xiphopubienne). Dans le cadre de certaines interventions en chirurgie gynécologique, notamment les césariennes, la laparotomie est horizontale et très basse, à la limite des poils pubiens. Elle est nommée incision de Pfannenstiel.
La première laparotomie a été réalisée par Ephraim McDowell le jour de Noël 1809 afin de pratiquer une ovariectomie sur une femme souffrant d'un énorme kyste de l'ovaire suffocant, transgressant ainsi le principe moral « Nul ne parviendra à exciser les tumeurs internes quelles que soient leurs origines » puisque la « limite imposée par Dieu » interdisait de franchir le péritoine (seules l’orthopédie et la césarienne étaient admises).
Le péristaltisme abdominal cesse complètement durant les quelques jours après une laparotomie.
Cette voie d'abord chirurgicale est différente de la cœlioscopie ou laparoscopie, moins agressive. Par opposition, la cœliochirurgie est généralement qualifiée de « chirurgie mini-invasive ». Favorisant une reprise plus précoce du transit intestinal, la cœlioscopie est donc mieux adaptée à la récupération rapide après chirurgie.